# Гальюнная фигура
Галью́нная фигу́ра, также носовая фигура — фигура (украшение) на носу парусного судна.
В Древнем Риме корабли украшали носовыми фигурами львов, драконов, сирен, изображениями богини победы Виктории, удачи — Фортуны, бога морей Нептуна, крылатыми фигурами и так далее. Общая практика использования носовых украшений достигла расцвета в 1500-х годах, с развитием галеонов, которые могли пересекать океан. Они также использовались для демонстрации богатства и социального положения владельца судна, а на военных кораблях олицетворяли могущество и силу государства.
Позже носы военных судов украшались символичными фигурами, зачастую художественного исполнения. Фигура устанавливалась на гальюн (свес в носовой части парусного судна). Тщательно продуманные резные декоративные работы из дерева, известные как носовые фигуры, были весьма популярны в XVI—XIX века.
Одной из древнейших сохранившихся носовых фигур является фигура, поднятая в 2015 году с датского корабля Gribshunden, который затонул в 1495 году недалеко от Роннебю.